# قرص نيبكو

رسم تخطيطي يوضح المسارات الدائرية التي يتم تتبعها بواسطة الثقوب الموجودة في قرص نيبكو

قرص نيبكو (الذي يسمى أحياناً باسم قرص نيبكوني الماسح ؛ نسبة لنيبكوني الحاصل على براءة اختراعه في عام 1884)، والمعروف أيضًا باسم قرص المسح، هو جهاز ميكانيكي، دوار، يعمل هندسيًا لمسح الصور، حصل على براءة اختراع في عام 1885 من قبل بول غوتليب نيبكو. كان قرص المسح هذا مكونًا أساسيًا في التلفزيون الميكانيكي، وبالتالي في أجهزة التلفزيون الأولى، خلال عشرينيات وثلاثينيات القرن الماضي.

## طريقة العمل
الجهاز عبارة عن قرص ميكانيكي دوار يُصنع عادة من أي مادة مناسبة (معدن، بلاستيك، كرتون، إلخ)، مع سلسلة من الثقوب الدائرية المتساوية المسافات بقطر متساوٍ محفورة فيه. قد تكون الثقوب أيضًا مربعة لمزيد من الدقة. يتم وضع هذه الثقوب لتشكيل دوامة واحدة تبدأ من نقطة على الحافة الخارجية للقرص وتستمر إلى مركز القرص. عندما يدور القرص، تتبع الثقوب أنماطاً حلقية دائرية، مع قطر داخلي وخارجي يعتمد على موضع كل ثقب على القرص وسماكة مساوية لقطر كل ثقب. قد تتداخل الأنماط جزئيًا وقد لا تتداخل، اعتمادًا على البناء الدقيق للقرص. تعرض العدسة صورة للمشهد أمامها مباشرة على القرص. يأخذ كل ثقب في القرص «شريحة» من خلال الصورة التي يتم التقاطها كنمط من الضوء والظلال المتتابعة بواسطة جهاز استشعار. إذا تم تصنيع المستشعر للتحكم في الضوء خلف قرص نيبكو ثانٍ يدور بشكل متزامن بنفس السرعة وفي نفس الاتجاه مع القرص الأول، فسيتم إعادة إنتاج الصورة سطرًا بسطر. يتم تحديد حجم الصورة المعاد إنتاجها مرة أخرى حسب حجم القرص ؛ ينتج قرص أكبر صورة أكبر.
عند تدوير القرص خلال المشاهدة عبره -ويفضل أن يكون ذلك من خلال قطاع دائري صغير نسبيًا من القرص ( منفذ العرض )، على سبيل المثال، ربع زاوية أو ثُمن القرص-، تبدو الصورة ظاهرة سطرًا بسطر، أولاً بالطول أو الارتفاع أو حتى قطريًا، اعتمادًا على القطاع الدقيق المختار للمشاهدة. من خلال تدوير القرص بسرعة كافية، ستبدو الصورة مكتملة ويصبح التقاط الحركة ممكنًا. يمكن فهم ذلك بشكل حدسي من خلال تغطية كل القرص باستثناء منطقة صغيرة مستطيلة بورق مقوى أسود (يظل ثابتًا)، وتدوير القرص ومراقبة شيء من خلال منطقة صغيرة.

## سلبيات
إن الدقة على طول خط مسح قرص نيبكو عالية جدًا، كونها فحصًا تناظريًا. ومع ذلك، فإن الحد الأقصى لعدد خطوط المسح الضوئي محدود للغاية، حيث يكون مساوياً لعدد الثقوب الموجودة على القرص، والتي تراوحت عمليًا من 30 إلى 100، مع اختبار أقراص نادرة مكونة من 200 ثقب.
عيب آخر لقرص نيبكو كجهاز مسح للصور : خطوط المسح ليست خطوطًا مستقيمة، بل منحنيات . لذلك يجب أن يكون لقرص نيبكو المثالي قطر كبير جدًا، مما يعني انحناء أصغر، أو فتحة زاويّة ضيقة جدًا لإطار العرض الخاص به. هناك طريقة أخرى لإنتاج صور مقبولة وهي حفر ثقوب أصغر (بمقياس ميكرومتر أو حتى ميكرومتر ) أقرب إلى القطاعات الخارجية للقرص، لكن التطور التكنولوجي فضل الوسائل الإلكترونية لاكتساب الصور.
عيب خطير آخر يكمن في إعادة إنتاج الصور عند الطرف المتلقي للإرسال والذي تم إنجازه أيضًا باستخدام قرص نيبكو. كانت الصور عادةً صغيرة جدًا، صغيرة مثل السطح المستخدم للمسح، والتي، مع التطبيقات العملية للتلفزيون الميكانيكي، كانت بحجم طابع بريدي في حالة 30 إلى 50  قرص قطره سنتيمتر واحد فقط.

## التطبيقات
بصرف النظر عن التليفزيون الميكانيكي المذكور أعلاه، والذي لم يكتسب شهرة أبدًا لأسباب عملية، يتم استخدام قرص نيبكو في المجهر متحد البؤر، وهو مجهر ضوئي قوي.